# Efecto Smith–Purcell
El efecto Smith-Purcell o radiación por difracción, es un tipo de radiación electromagnética, cuyo estudio fue precursor del láser de electrón libre (FEL). 

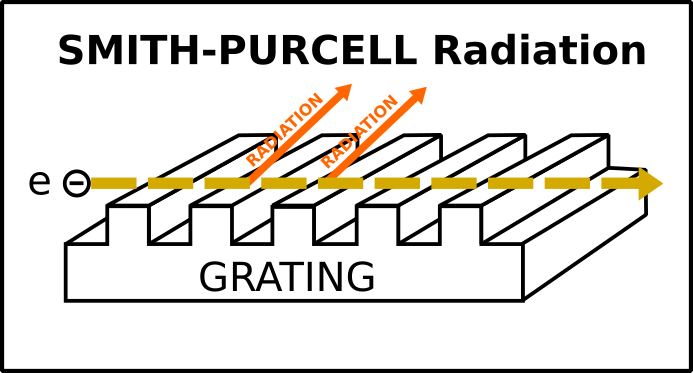
Smith - Purcell Efect

Fue desarrollado por Steve Smith, un estudiante de posgrado, bajo la dirección de Edward Purcell. En el experimento, enviaron un haz de electrones a través de la superficie de una rendija de difracción óptica reglada, produciendo una radiación electromagnética a una longitud de onda resonante dentro del ancho de banda resonante. Esencialmente, esto es una forma  de radiación Cherenkov, donde la velocidad de fase de la luz ha sido alterada por la rejilla periódica. 
Se cree que el efecto Smith–Purcell]970402013 es una variante de la radiación Lilienfeld.